# Pirisi Julis
András Lajosné Pirisi Julis (születési neve: Pirisi Julianna) (Kalocsa, 1900. október 11. – Kalocsa, 1987. szeptember 18.) magyar népi iparművész.

## Életpályája
Szülei Pirisi Károly napszámos és Tóth Julianna voltak. 1916-ban már ingvállakat, kötényeket, pruszlikokat írt elő, és különösen az ágynemű, az abrosz, a függönyök előírását kedvelte. 1925-ben Gábor Lajos festőművész figyelt fel rá, aki festett kerámiával is kísérletezett. Nála dolgozott; edényeket, vázákat díszített mintáival.
Az „öregvarrásos” mintákat nála is csakhamar pompás színes rózsák, szegfűk, liliomok, tulipánok, nefelejcsek váltották fel. A nemzetközi hírű Kalocsai Népi Együttes teljes kosztümtárának hímzett ruhadarabjait tervei alapján készítették.

## Díjai
- Népi iparművész (1955)
- Népművészet Mestere díj (1958)
- Szocialista Munkáért Érdemrend (1960)
- Kalocsa díszpolgára (1975)